# Calamagrostis diemii
Calamagrostis diemii är en gräsart som först beskrevs av Sulma Zulma E. Rúgolo de Agrasar, och fick sitt nu gällande namn av Robert John Soreng. Calamagrostis diemii ingår i släktet rör, och familjen gräs. Inga underarter finns listade i Catalogue of Life.